# Src-Inhibitor
Ein Src-Inhibitor ist ein Proteinkinaseinhibitor, der die Tyrosinkinase Src hemmt.

## Eigenschaften
Die Tyrosinkinase Src (von engl. Sarcoma) ist ein Onkogen, das an der malignen Transformation von Zellen beteiligt ist. Eine Hemmung dieser Proteinkinase ist damit eine Behandlungsform in der Krebstherapie. Wie bei den meisten Krebstherapien können bei Verwendung Resistenzen entstehen, weshalb Kombinationstherapien zur Vermeidung einer Resistenzbildung durch Erhöhung des Selektionsdrucks untersucht werden. Proteinkinaseinhibitoren werden je nach Zelltyp und Genom des jeweiligen Tumors verwendet.

## Beispiele

Ponatinib

- KX2-391 ist oral bioverfügbar und besitzt eine GI50 von 9 bis 60 nM in Krebs-Zelllinien.[9]
- Bosutinib
- Ponatinib
- Saracatinib[10]
- PP1 und PP2 sind Hemmer von den Tyrosinkinasen Lck und FynT.
- Quercetin
- Dasatinib